# 5209 Oloosson
5209 Oloosson eller 1989 CW1 är en trojansk asteroid i Jupiters lagrangepunkt L4. Den upptäcktes 13 februari 1989 av den japanska astronomen Tsutomu Seki vid Geisei-observatoriet. Den är uppkallad efter byn Oloosson i den grekiska mytologin.
Asteroiden har en diameter på ungefär 48 kilometer.